# Гистогематический барьер
Гистогематический барьер (от др.-греч. ἱστός — ткань и др.-греч. αἷμα — «кровь»; синонимы: внутренний барьер, гематопаренхиматозный барьер (устаревшее), гистиоцитарный барьер, гистохимический барьер, гистологический барьер) — общее название физиологических механизмов, функционирующих между кровью и тканевой жидкостью, регулирующих обменные процессы между кровью и тканями, тем самым обеспечивая постоянство состава и физико-химических свойств тканевой жидкости, а также задерживающих переход в неё чужеродных веществ из крови и промежуточных продуктов обмена. 

## Функции
Гистогематический барьер выполняет две функции:
1. Регуляторную: обеспечение относительного постоянства физических и физико-химических свойств, химического состава, физиологической активности межклеточной среды органа в зависимости от его функционального состояния.
2. Защитную: защита органа от поступления чужеродных или токсичных веществ экзо- и эндогенной природы [2]

## Варианты
- гематоартикулярный барьер (гемато- + лат. articularis — суставной) — гистогематический барьер между кровью и синовиальной жидкостью.
- гематолабиринтный барьер (гемато- + перепончатый лабиринт) — гистогематический барьер между кровью и эндолимфой.
- гематолимфатический барьер (гемато- + лимфа) — гистогематический барьер между кровью и лимфой.
- гематоофтальмический барьер (гемато- + греч. ophthalmos глаз) — гистогематический барьер между кровью и водянистой влагой глаза.
  - гематоретинальный барьер (гемато- + анат. retina — сетчатка) — составная часть гематоофтальмического барьера, представленная стенками кровеносных капилляров сетчатки; проницаемость гематоретинального барьера ниже, чем средняя проницаемость гематоофтальмического барьера.
- гематоэнцефалический барьер (гемато- + анат. encephalon — головной мозг) — гистогематический барьер между кровью, ликвором и нервной тканью.
- гематоплевральный барьер (гемато- + плевра) — гистогематический барьер между кровью и жидкостью полости плевры.
- гематотестикулярный барьер (testis-яичко) — гистогематический барьер между кровью и сперматогенным эпителием яичка.
- гематоплацентарный барьер — гистогематический барьер между кровью матери и плодом.
- гематонейрональный барьер — отделяет кровеносные сосуды от периферических нервов, из-за чего периферическая нервная ткань воспринимает далеко не всё.

Так же выделяют:
- аэрогематический барьер (аэро — воздух + гемато -) — барьер между кровью и воздухом (в альвеолах).
- энтерогематический барьер (enteron — кишки + гемато -) — барьер между кровью и ЖКТ.